# Basilicate
La région de la Basilicate [ba.zi.li.kat̪] (en italien : Regione Basilicata [baziliˈkaːta], anciennement Lucanie, nom officiel qu’elle porte de 1932 à 1947), est une région d'Italie méridionale d'environ  558 000 habitants dont le chef-lieu est Potenza. Elle comprend deux provinces : la province de Potenza et la province de Matera. Son nom provient du grec basilikos, qui signifie « royal ».

## Géographie
La Basilicate est une région enclavée, malgré deux façades maritimes au sud-est sur la mer Ionienne et à l'ouest sur la mer Tyrrhénienne, située entre les régions des Pouilles, de Campanie et de Calabre. Mais à part une plaine maraichère à l'est (Métaponte), la région est avant tout montagneuse (Apennins de Lucanie), et caractérisée par des sols calcaires pauvres (plateau des Murge) ainsi qu'un climat méditerranéen très sec en été. La région présente quelques zones désertiques.
C'est un passage obligé pour rejoindre la région de Calabre par voie terrestre depuis le reste de la péninsule, ce qui isole cette région des autres régions d'Italie.

## Histoire

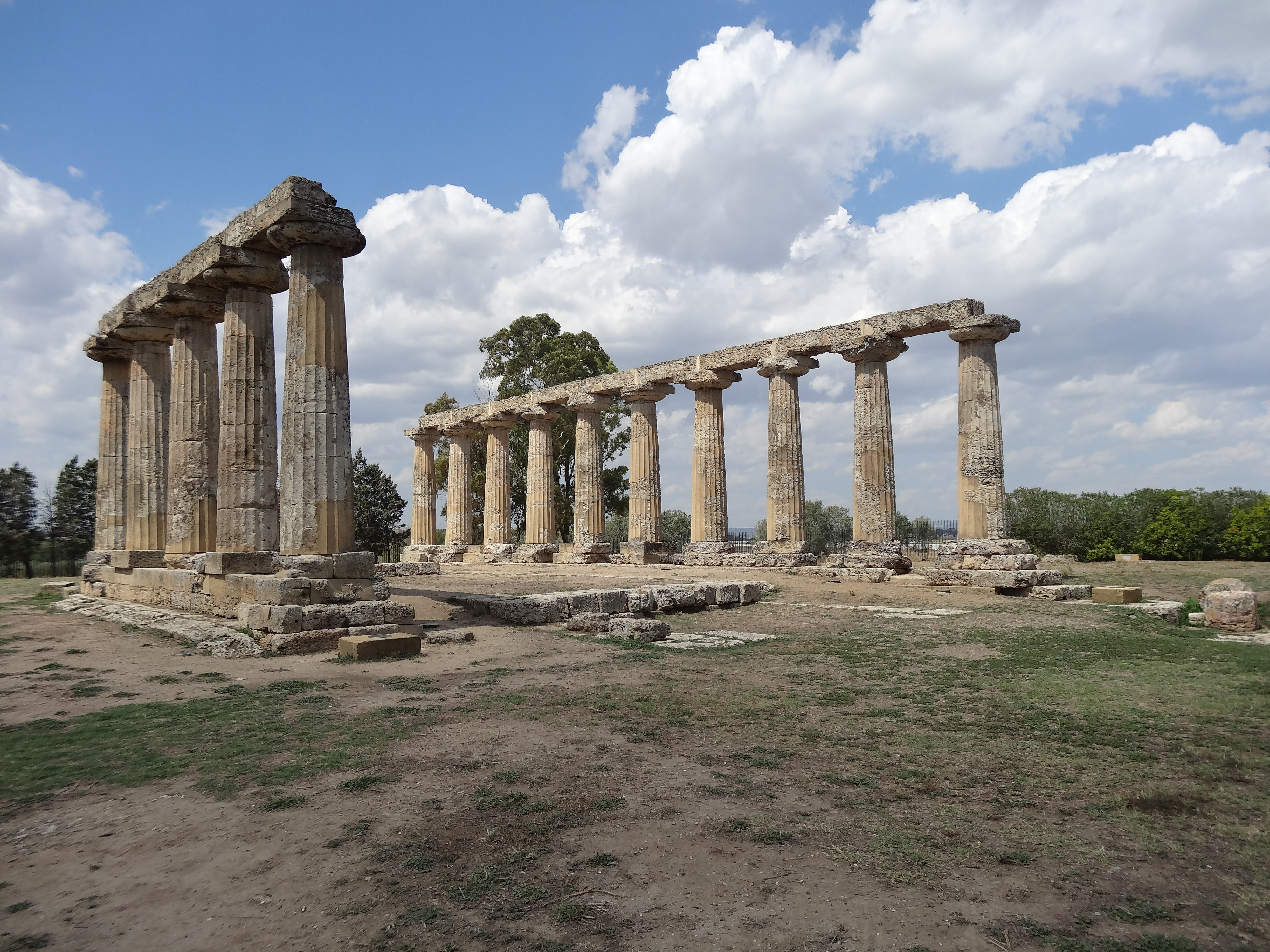
Le temple d'Héra à Métaponte.

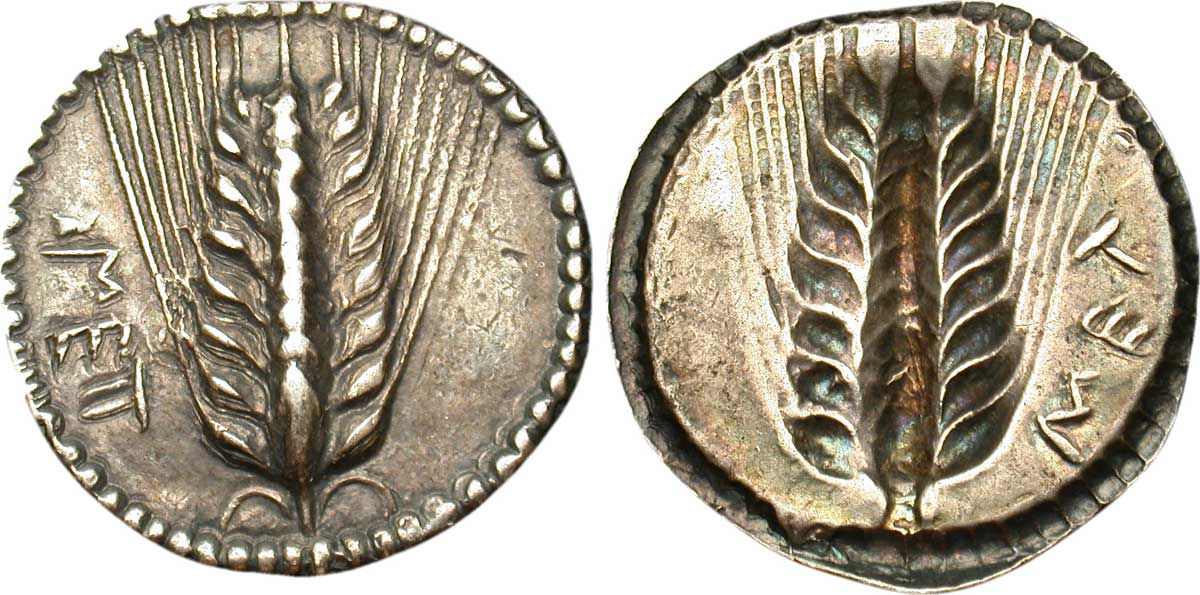
Nomos du royaume de Lucanie frappé à Métaponte.Date : c. 530-510 AC.

Faisant partie de la Grande-Grèce et peuplée par des colonies grecques côtières (dont la fameuse Σύβαρις Sybaris), elle fut conquise par Rome, et fit partie, avec la Calabre voisine, de la région du Bruttium. Les Romains finirent par distinguer cette région qu'il baptisèrent la Lucanie (du nom du peuple italique des Lucanii) de la Calabre.
Elle tomba ensuite aux mains des Byzantins, puis des Normands vers l'an 1000 avec la famille des Hauteville (Altavilla en italien). Leur présence explique la persistance d'enclaves linguistiques du gallo-italique de Basilicate, des parlers influencés par les parlers gallo-italiques.
Après l'épisode normand, se succédèrent les maisons d'Anjou, puis d'Aragon.

## Économie

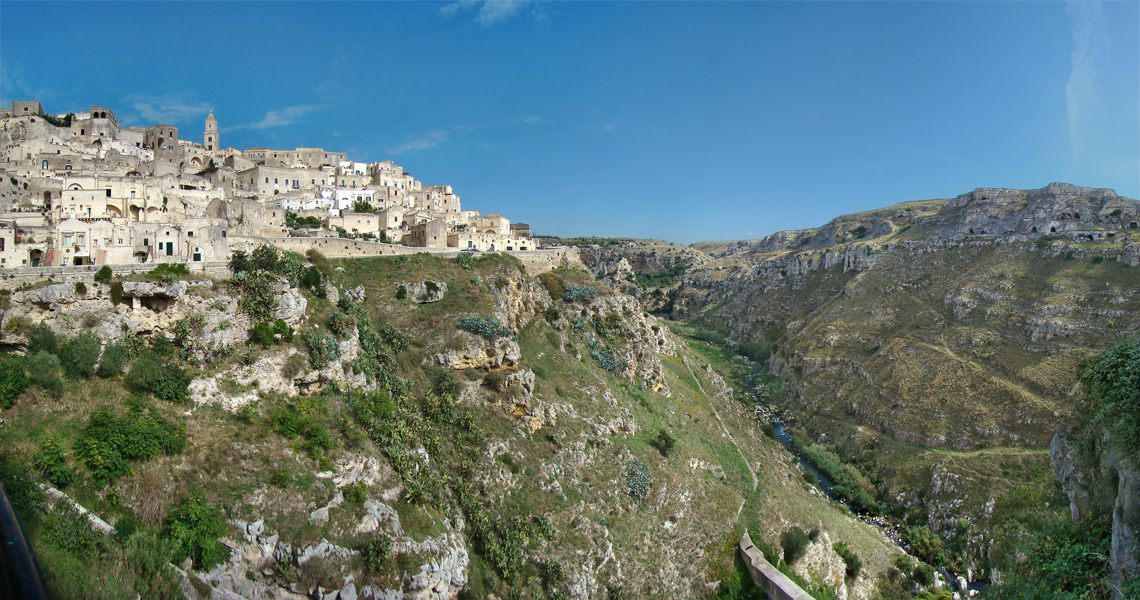
Matera, au bord du Parco della Murgia Materana.

La Basilicate fut longtemps une région reculée et miséreuse. Sous le fascisme, les opposants politiques y étaient envoyés en exil, comme Carlo Levi, auteur du Christ s'est arrêté à Eboli. Les mafieux les plus dangereux y furent envoyés dans les années 1990. Récemment, la région s'est développée et est d'ailleurs un peu plus prospère que la plupart des autres régions du Mezzogiorno.
Depuis la fin des années 90, les entreprises pétrolières ENI, Shell et TotalEnergies ont bâti une usine d'extraction de gaz.
Les habitants de la région bénéficient ainsi du gaz gratuit pendant 9 ans.

Les deux provinces de Basilicate.

## Politique
(juillet 2025).

### Régionales de 2005
Lors des élections régionales des 17 et 18 avril 2005, c'est la liste D soutenue par L'Union qui a remporté aisément la majorité absolue au Conseil régional, selon le détail suivant (noms des candidats à la présidence de la région) :
- L'Unione (liste D), Vito De Filippo de la Margherita, 236 814 v., 67,0 %, 3 sièges (sur les listes régionales) ;
- Per la Basilicata (liste A) (soutenue par la Maison des libertés, mais sans en porter le sigle), Cosimo Latronico, 101 843 v., 28,8 %, 1 siège régional ;
- Nouveau Parti socialiste italien, Margherita Torrio, 2,5 % ;
- Altenativa sociale con Alessandra Mussolini, Roberto Fiore, 1,0 % ;
- Unità popolare (un mouvement marxiste), Angela Rosa Mancuso, 0,7 %.

Les votes obtenus dans les circonscriptions électorales pour compléter le conseil régional de 30 membres sont les suivants:
- Uniti nell'Ulivo (L'Olivier), 38,9 %, 10 sièges (avec la liste D) ;
- Forza Italia, 12,7 %, 4 sièges (avec la liste A) ;
- Popolari-UDEUR, 11,1 %, 3 sièges (avec la liste D) ;
- Union des démocrates chrétiens, 7,9 %, 3 sièges (avec la liste A) ;
- Alliance nationale, 6,5 %, 2 sièges (avec la liste A) ;
- i Verdi, 5,6 %, 1 siège (avec la liste D) ;
- Refondation communiste, 4,7 %, 1 siège (avec la liste D) ;
- Parti des communistes italiens, 4,1 %; 1 siège (avec la liste D) ;
- Italia dei Valori, 2,7 %, 1 siège (avec la liste D) ;
- Nouveau Parti socialiste italien, 2,2 %, aucun siège (non apparentée) ;
- Patto, 1,7 %, aucun siège (avec la liste D) ;
- Federazione di Centro (dont le Parti républicain italien), 0,9 % (avec la liste A) ;
- Alternativa sociale con A. Mussolini, 0,7 % (n.a.) ;
- Unità popolare, 0,3 % (n.a.).

Le conseil, présidé par Vito De Filippo (ancien Parti populaire italien), était donc composé de 30 conseillers au total, où il dispose d'une majorité de 20 conseillers.

### Régionales de 2010
Vito De Filippo est réélu lors des élections régionales de 2010. La nouvelle composition du conseil est alors la suivante :
- Parti démocrate : 7 sièges
- Peuple de la liberté : 7 sièges
- Italie des valeurs : 3 sièges
- Union de centre : 2 sièges
- Populaires unifiés : 1 siège
- Parti socialiste italien : 1 siège
- Liste pour Pagliuca : 1 siège
- Alliance pour l'Italie : 1 siège
- Gauche, écologie et liberté : 1 siège
- J'aime la Lucanie : 1 siège
- Mouvement pour les autonomies : 1 siège.

La coalition de gauche obtient une prime de trois sièges et celle de droite, d'un siège. La majorité de gauche est donc de 19 sièges sur 30.

### Régionales anticipées de 2013
Le 18 novembre 2013, Marcello Pittella du Parti démocrate est élu président contre son adversaire de centre-droit Tito Di Maggio. Il obtient l'élection de deux conseillers sur la liste du président : Achille Spada et Vito Giuzio (listino Pittella).
Les autres conseillers régionaux parmi lesquels on ne compte aucune femme sont :
- en province de Potenza : Piero Lacorazza, Pd, 11 324 voix ; Vito Santarsiero, Pd, 7 272 ; Carmine Miranda Castelgrande, Pd, 6 851 ; Mario Polese, Pittella Presidente, 7 951 ; Vincenzo Robortella, Pittella Pres., 3 192 ; Francesco Petrantuono, Psi, 2 772 ; Paolo Galante, Realtà Italia, 3 226 ; Gianni Rosa, FdI (Sc-Grande Sud-FdI) 3 540 ; Francesco Mollica, Udc, 1 544 ; Gianni Leggieri, Movimento 5 Stelle, 1 631 ; Giannino Romaniello, Sel, 2 900 ;
- en province de Matera : Roberto Cifarelli, Pd, avec 4 982 voix ; Luigi Bradascio, Pittella Presidente, 3 155 ; Nicola Benedetto, Centro democratico, 3 100 ; Paolo Castelluccio, Pdl, 2 093 ; Giovanni Perrino, Movimento 5 Stelle, 1 168.

## Culture

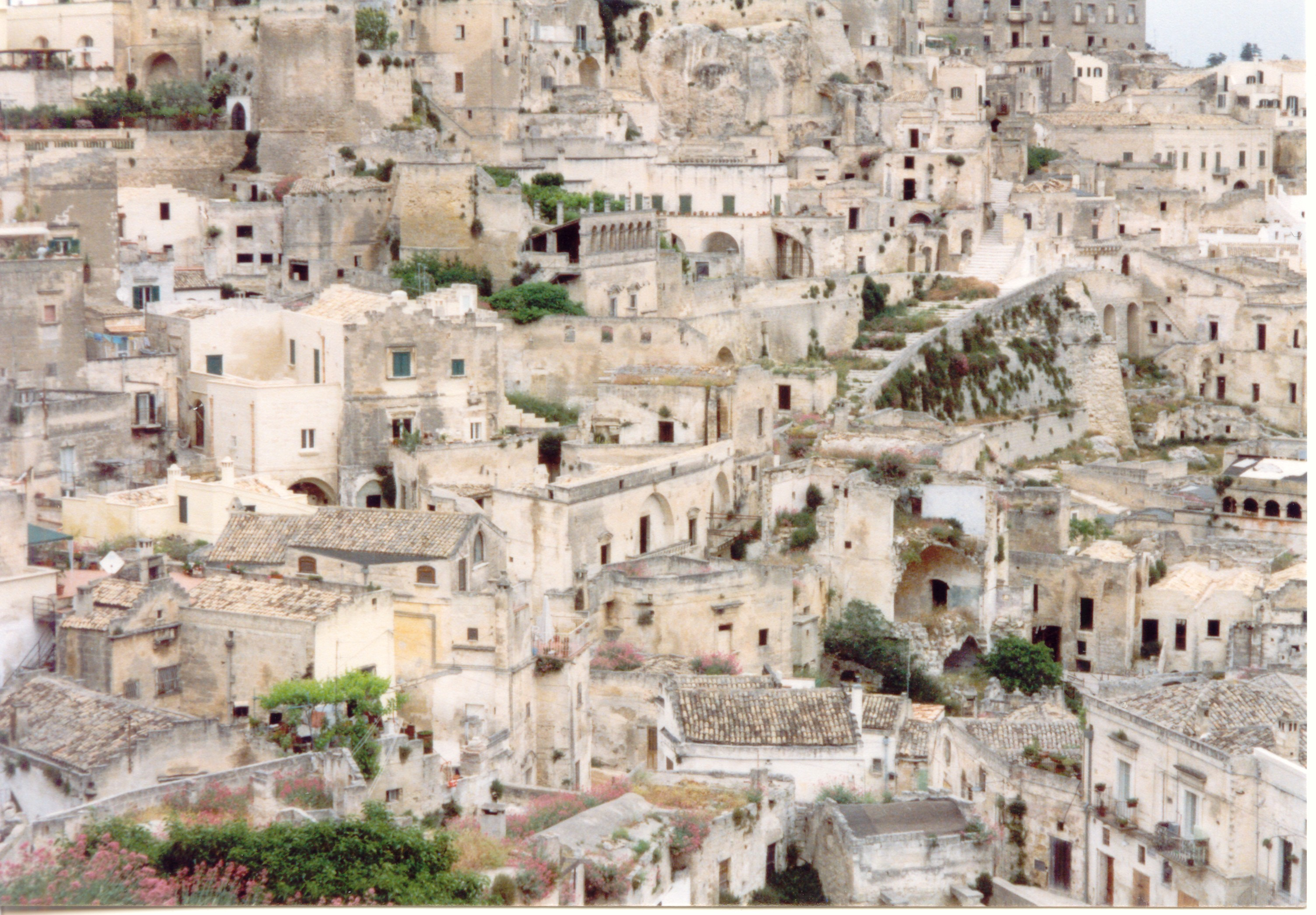
Les Sassi de Matera.

La ville de Matera est inscrite sur la liste du patrimoine mondial de l'UNESCO, pour ses sassi, ses habitats préhistoriques peuplés depuis le néolithique.

## Gastronomie

### Cuisine
La cuisine régionale est humble et profondément ancrée dans les traditions rurales. La mie de pain est considérée comme un « fromage des pauvres », souvent saupoudrée sur les plats de pâtes et utilisée comme assaisonnement pour la viande et les légumes. Le raifort est largement utilisé comme épice et condiment, parfois appelée la « truffe du pauvre ». Le peperone crusco, une variété de poivron sec et croquant, est un ingrédient symbolique de la cuisine locale, connu comme « l'or rouge de la Basilicate ». Il est consommé comme snack ou comme ingrédient principal de plusieurs recettes régionales.
Parmi les plats traditionnels, on trouve la pasta con i peperoni cruschi, plat de pâtes avec du peperone crusco, de la mie frite et du cacioricotta ; le tumacë me tulë, plat de pâtes avec tomate, anchois, noix concassées et mie ; la lagana chiapputa, plat de pâtes préparées avec du moût cuit de noix, du raisin sec, de la mie de pain, servies chaudes ou froides; la rafanata, une sorte de frittata au four avec raifort et pommes de terre ; la ciaudedda, un ragoût fait d'artichauts, pommes de terre, fèves et pancetta ; et le baccalà alla lucana, un des rares plats de poisson de la région. Les desserts comprennent le tarallo dolce, glacé de sucre et parfumé à l'anis, et les calzoncelli, pâtisseries frites remplies d'une crème de marrons et chocolat.
Beaucoup de fromages de chèvre et de brebis sont produits dans la région. L'un des plus connus est le Canestrato di Moliterno, fabriqué dans la haute vallée de l'Agri. La Basilicate est aussi connue pour ses eaux minérales qui sont largement vendues en Italie.

### Vins et alcools
Les vins rouges  en Basilicate sont généralement produits à partir du cépage Aglianico, cultivé entre 200 et 700 mètres d'altitude. Il est produit à Rionero in Vulture, Barile, Rapolla, Ripacandida, Ginestra, Maschito, Forenza, Acerenza, Melfi  Atella, Venosa, Lavello, Palazzo san gervasio Banzi, Genzano di Lucania…
Il existe plusieurs sortes d'Aglianico :
- Agliano del Vulture reserve, 5 ans d'âge
- Aglianico del Vulture, mousseux
- Aglianico del Vulture, 3 ans d'âge
- Aglianico di Filiano
- Aglianico di Rionero
- Aglianico del Taburno
- Aglianico Dolce, vin de dessert
- Aglianicone
- Aleatico, vin de dessert
- Aleatico spumante, mousseux rouge doux
- Asprino
- Malvasia del Vulture, mousseux jaune paille ou blanc
- Malvasia noire :  rouge
- Moscato del Vulture, blanc
- Rionero
- Valbradano bianco : paille, fruité
- Valbradano rouge
- Verdeca blanc

L'Amaro lucano est fabriqué depuis 1894 à partir d'une recette tenue secrète. Il aurait été créé à Pisticci par Pasquale Vena, qui devint fournisseur de la maison de Savoie. C'est une boisson extrêmement amère, fabriquée à partir de neuf herbes aromatiques et médicinales. Elle se boit seule ou avec du citron. Elle peut aussi accompagner les glaces.